# Italiens Grand Prix 1995
Italiens Grand Prix 1995 var det tolfte av 17 lopp ingående i formel 1-VM 1995.

## Resultat
1. Johnny Herbert, Benetton-Renault, 10 poäng
2. Mika Häkkinen, McLaren-Mercedes, 6
3. Heinz-Harald Frentzen, Sauber-Ford, 4
4. Mark Blundell, McLaren-Mercedes, 3
5. Mika Salo, Tyrrell-Yamaha, 2
6. Jean-Christophe Boullion, Sauber-Ford, 1
7. Max Papis, Footwork-Hart
8. Taki Inoue, Footwork-Hart
9. Pedro Diniz, Forti-Ford
10. Ukyo Katayama, Tyrrell-Yamaha

### Förare som bröt loppet
- Jean Alesi, Ferrari (varv 45, hjullager)
- Rubens Barrichello, Jordan-Peugeot (43, koppling)
- Eddie Irvine, Jordan-Peugeot (40, motor)
- Gerhard Berger, Ferrari (32, upphängning)
- Luca Badoer, Minardi-Ford (26, snurrade av)
- Michael Schumacher, Benetton-Renault (23, kollision)
- Damon Hill, Williams-Renault (23, kollision)
- Olivier Panis, Ligier-Mugen Honda (20, snurrade av)
- David Coulthard, Williams-Renault (13, snurrade av)
- Martin Brundle, Ligier-Mugen Honda (10, punktering)
- Giovanni Lavaggi, Pacific-Ilmor (6, snurrade av)
- Pedro Lamy, Minardi-Ford (0, transmission)
- Andrea Montermini, Pacific-Ilmor (0, olycka)
- Roberto Moreno, Forti-Ford (0, olycka)